# 스포르팅 히혼

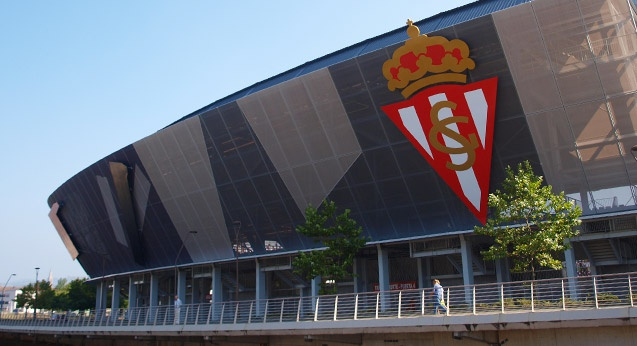

레알 스포르팅 데 히혼(Real Sporting de Gijón)은 스페인의 축구 클럽으로, 아스투리아스 지방의 히혼을 연고로 한다.
1905년 6월 1일에 설립되었으며, 현재 세군다 디비시온에 속해있다. Rojiblancos라고 알려져 있는 이 팀은, 빨간색과 흰색 줄무늬 저지를 착용하고, 엘 몰리논을 홈 경기장으로 한다.
1997-98 시즌 후 강등 된 후 10년간 2부리그에 있다가 2008-09 시즌부터 다시 승격되었다. 2008-09 시즌 동안 첫 33경기에서 무승부가 하나도 없어 누리꾼들로부터 남자의 팀이라고 불리기도 하였다. 2010-11 시즌, 탄탄한 수비를 앞세워 일찍이 1부리그 잔류에 성공하고 10위로 마무리지었다.

## 선수

### 현재 선수 명단
2015년 11월 기준
참고: FIFA 자격 규정에 따라 소속된 국가대표팀 국기를 표시합니다. 선수는 복수의 FIFA 비회원국 국적을 가지고 있을 수 있습니다.
| 번호 | 포지션 | 국적     | 이름                      |
| ---- | ------ | -------- | ------------------------- |
| 1    | GK     |          | 이반 케야르 (부주장)      |
| 2    | DF     |          | 루이스 페르난데스         |
| 3    | DF     |          | 알렉스 메넨데스           |
| 5    | DF     | 콜롬비아 | 베르나르도 에스피노사     |
| 6    | MF     |          | 세르히오 알바레스         |
| 7    | MF     |          | 후안 무니스               |
| 8    | MF     |          | 알렉스 바레라             |
| 9    | FW     |          | 미겔 앙헬 게레로          |
| 10   | MF     |          | 나초 카세스               |
| 11   | DF     |          | 알베르토 로라 (주장)      |
| 13   | GK     |          | 알베르토 가르시아 (3주장) |
| 14   | MF     |          | 알베르토 구이티얀         |
| 15   | DF     |          | 로베르토 카네야           |

| 번호 | 포지션 | 국적       | 이름                                        |
| ---- | ------ | ---------- | ------------------------------------------- |
| 16   | FW     |            | 카를로스 카스트로                           |
| 17   | MF     |            | 오마르 마스카렐 (레알 마드리드 CF에서 임대) |
| 18   | MF     |            | 이스마 로페스                               |
| 19   | MF     |            | 카를로스 카르모나                           |
| 20   | FW     | 파라과이   | 안토니오 사나브리아 (AS 로마에서 임대)      |
| 21   | MF     |            | 우고 프라일레                               |
| 22   | MF     |            | 파블로 페레스                               |
| 23   | MF     |            | 호니                                        |
| 24   | MF     | 알제리     | 라시드 아이트-앗만                          |
| 25   | MF     | 크로아티아 | 알렌 할릴로비치 (FC 바르셀로나에서 임대)    |
| 28   | DF     |            | 호르헤 메레                                 |

## 역대 감독
| 감독                     | 임기        |
| ------------------------ | ----------- |
| 베니토 플로로            | 1996 ~ 1997 |
| 안토니오 로페스 아바스   | 1998        |
| 비센테 칸타토레          | 2000 ~ 2001 |
| 마르셀리노 가르시아 토랄 | 2003 ~ 2005 |
| 하비에르 클레멘테        | 2012        |
| 루벤 바라하              | 2017 ~ 2018 |
| 미로슬라브 주키치        | 2019 ~ 2020 |

틀:스포르팅 히혼